# Лицитар
Лицитар (на хърватски: Licitar) е хърватски пъстър декоративен сладкиш най-често във формата на сърце, приготвен от медено тесто, който по традиция се подарява в знак на любов и привързаност. Традиционен символ на Загреб. През 2010 г. е включен в Списъка на ЮНЕСКО като нематериално културно наследство на хърватската култура.

## История и традиции
Лицитарите са характерни за северната част на Хърватия и се подаряват обикновено за Свети Валентин, на сватби, като украшение за коледните елхи и т.н. Често върху тях се изписват пожелания или ако са поръчани по случай сватба – имената на младоженците и датата на бракосъчетанието.
Обичаят да се приготвят и подаряват води началото си от XVI век. Майсторите пекари, които се занимавали с приготвянето им, били известни като Medičari, ползвали се със статут на уважавани хора и изделията им били много търсени, защото били смятани за по-романтичен подарък дори от букет рози. Рецептите за тяхното приготвяне на някои места в страната продължават да се пазят дори в наши дни в тайна, още повече, че технологията се е запазила непроменена от столетия. Приготвянето на един лицитар както и в XVI век отнема цял месец. Всеки майстор украсява лицитара по свой специфичен начин.
Своята известност лицитарите дължат главно на обстоятелството, че се продавали в църквата Св. Мария в градчето Мария Бистрица близо до Загреб, която поклонниците посещавали на големите християнски празници – Голяма Богородица и в деня на Света Маргарита. Те често отнасяли със себе си сладкишите във формата на сърце, за да им напомнят за техния дълг или за да ги подарят на свои роднини и близки. Самата форма на сладкиша, неговите ярки цветове и многото украшения по него привличали погледите и го превръщали в чудесен избор за сувенир.
Освен в Хърватия лицитарите са известни и в съседна Словения. Най-старите словенски пекарни, специализирани в приготвянето на лицитари, са в Словен градец (основана през 1757 г.) и в Радовлица (1766 г.). И двете работят като тази в Радовлица е отворена за туристи.

## Състав и приготвяне
Рецептата за сместа на лицитарите включва брашно, яйца, мед, вода, сода за хляб и естествени оцветители. Самото приготвяне отнема дълго време. Тестото втасва няколко дни, след което се поставя във форми и се пече, а съхненето след това отнема две седмици. Следва украсяването с вълнообразни линии, дребни цветчета и блестящи орнаменти, и отново съхнене в продължение на две седмици. Накрая на лицатара се придава окончателна форма и се остава да съхне още една седмица. Целият процес се прави ръчно. През различните епохи и под влияние на различните стилове в изкуството се променяли и украсите – ренесанс, барок, рококо, класицизъм. Предлагат се лицитари във формата на ботуши, коне, бебета, череши, къщи, звезди, гъби, но най-разпространена си остава формата на сърце. Някои лицитари не могат да се ядат, но повечето могат да бъдат консумирани обикновено с разхладителни напитки, съдържащи мед. Лицитарите са неизменна част от хърватските фестивали, събори, религиозни процесии и др.